# Moratilla de los Meleros
Moratilla de los Meleros es un municipio y localidad española de la provincia de Guadalajara, en la comunidad autónoma de Castilla-La Mancha. El término municipal, ubicado en la comarca de La Alcarria, tiene una población de 96 habitantes (INE 2024).

## Símbolos
El escudo heráldico que representa al municipio fue aprobado el 19 de diciembre de 2009 con el siguiente blasón:

Escudo español, de plata una picota de oro, bordura de gules cargadas de cuatro abejas de oro. Al timbre la corona real de España.
Diario Oficial de  Castilla-La Mancha nº 229 de 23 de noviembre de 2011

La bandera, aprobada el 15 de noviembre de 2011, sigue la siguiente descripción textual:

Paño rectangular, de proporciones 2/3, dividido verticalmente en tres porciones iguales, de color blanco la central y rojo las laterales, con un rollo de color oro cargando la franja central y dos abejas amarillas en cada una de las laterales.
Diario Oficial de  Castilla-La Mancha nº 237 de 5 de diciembre de 2011

## Geografía
Situación
La villa la fundaron los musulmanes —de ahí su nombre— sobre una loma que se alza en la unión de las feraces vegas que forman dos arroyos que desembocan en el río Tajuña, a algo más de 15 km de la localidad. Tiene una superficie de 29,15 km²,
La localidad capital del municipio está situada a una altitud de 842 m sobre el nivel del mar. Está rodeada de altas y empinadas cuestas que llegan al páramo alcarreño, donde crece variada vegetación, que dio fama de melífera a la zona y justifica su apellido y que incluye bosque autóctono y de repoblación.
Su término municipal limita con los de las siguientes poblaciones: Fuentelviejo, Tendilla, Peñalver, Fuentelencina, Valdeconcha, Hueva y Renera.

## Historia
La documentos existente de mediados del siglo XII, ya menciona a la villa, siendo donada por el rey Alfonso VII a uno de sus capitanes segovianos, Pedro Miguel. En 1174, Alfonso VIII de Castilla la donó, junto a otras poblaciones de la tierra de Zorita de los Canes a la Orden de Calatrava para que la comarca fuera protegida de las incursiones almohades.
La antigüedad de la villa se visualiza hoy en su iglesia parroquial, mandada construir por los maestres de Calatrava, señores de Moratilla, a principios del siglo XVI y también en la enorme y bella picota que confirmó su ascenso al rango de villazgo.
Hacia mediados del siglo XIX, el lugar tenía contabilizada una población de 671 habitantes. La localidad aparece descrita en el decimoprimer volumen del Diccionario geográfico-estadístico-histórico de España y sus posesiones de Ultramar de Pascual Madoz de la siguiente manera:

MORATILLA DE LOS MELEROS: v. con ayunt. en la prov. de Guadalajara (4 leg.), part. jud. de Pastrana (2), aud. terr. de Madrid (12), c. g. de Castilla la nueva, dióc. de Toledo (24): sit. en un barranco y atravesada por un arroyo que llaman de Sta. Ana: goza de un clima sano: tiene 165 casas; la consistorial que sirve de cárcel; un pósito con el fondo de 100 fan. de trigo; un hospital para enfermos pobres; escuela de instruccion primaria á cargo de un maestro dotado con 2,000 rs.: una igl. parr. (la Asuncion de Ntra. Sra.) servida por un cura y un sacristan: térm.: confina con los de Peñalver, Hueva, Fuente la encina y Renera; dentro de él hay una fuente de buenas aguas que provee al vecindario para beber y á un lavadero; y una ermita (Ntra. Sra. de la Oliva): el terreno es quebrado, desigual y de mala calidad, predomina mucho la arcilla y el yeso; hay 3 montes poblados de encina y roble; ademas del mencionado arroyo brota otro en el térm.: caminos: los que dirigen á los pueblos limítrofes, todos en mal estado: correo: se recibe y despacha en la cab. del part.: prod.: cereales, vino, aceite, legumbres, cáñamo, patatas y miel; se cria ganado lanar, cabrio, vacuno, mular y asnal; abunda la caza de liebres, conejos y perdices, y no faltan lobos, zorras y gatos monteses: ind.: la agrícola, un molino harinero, 2 aceiteros, algunos se dedican á hacer cedazos, hay 1 telares de seda para zedazos y 16 de lienzos ordinarios: comercio: esportacion del sobrante de frutos y productos de la ind., é importacion de los art. de consumo que faltan. pobl.: 165 vec., 671 alm. cap. prod. 4.671,400 rs. imp. 231,425. contr. 17,797.
(Madoz, 1848, p. 591)

## Demografía
Moratilla de los Meleros cuenta con una población de 96 habitantes (INE 2024).
| Gráfica de evolución demográfica de Moratilla de los Meleros entre 1842 y 2021                                      |
| |
| Población de derecho según los censos de población del INE Población de hecho según los censos de población del INE |

## Patrimonio

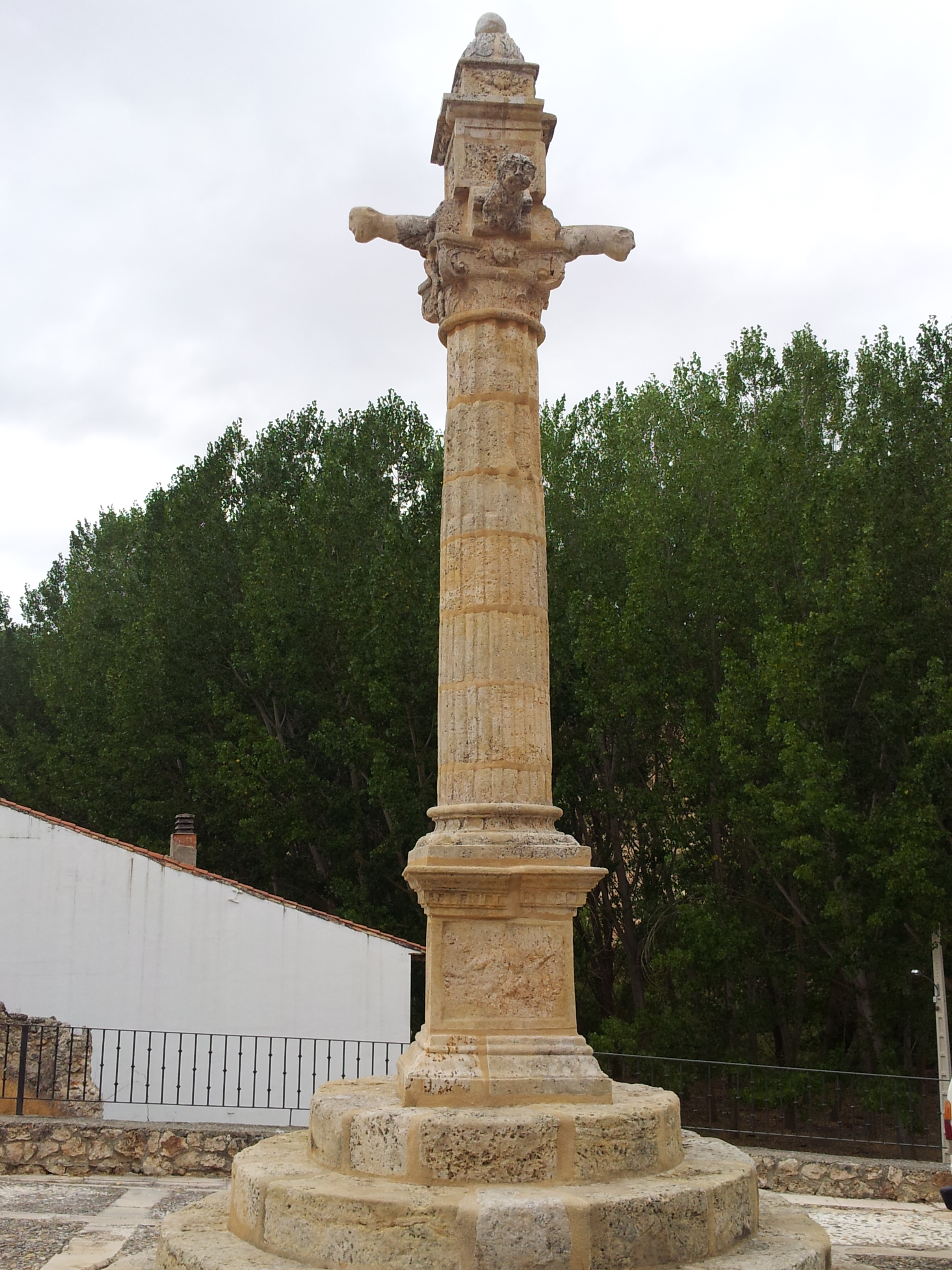
Rollo picota de Moratilla de los Meleros

En la localidad hay una iglesia parroquial bajo la advocación de la Asunción de Nuestra Señora. El rollo-picota de Moratilla de los Meleros fue construido a comienzos del siglo XVI con un estilo plateresco renacentista, fue declarado bien de interés cultural el 23 de junio de 1992.

## Alcaldía y elecciones locales
La actual alcaldesa es Rosalina Wandelmer Borda, del (PSOE), que gobierna con mayoría absoluta.
| Elecciones municipales del 26 de mayo de 2019 |       |         |            |
| Partido                                       | Votos | %       | Concejales |
| PSdeG                                         | 48    | 58,54 % | 2          |
| Partido Popular                               | 29    | 35,37 % | 1          |